# Mária Zsófia bajor hercegnő
Mária Zsófia (teljes nevén Mária Zsófia Amália, németül: Herzogin Marie Sophie in Bayern; Possenhofen, Bajor Királyság, 1841. október 4. – München, Weimari Köztársaság, 1925. január 19.), a Wittelsbach-ház pfalz–birkenfeld–gelnhauseni mellékágából származó bajor hercegnő, Erzsébet császárné és királyné húga, II. Ferenc nápoly–szicíliai király felesége, a Nápoly–Szicíliai Kettős Királyságának utolsó királynéja .

## Élete

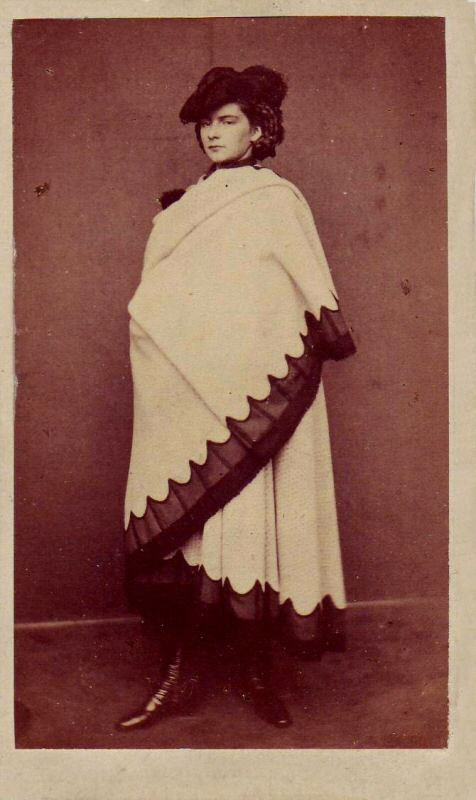
Mária Zsófia királyné, szicíliai viseletben.

Miksa József bajor herceg és Mária Ludovika Vilma bajor királyi hercegnő tíz gyermekének egyikeként látta meg a napvilágot a hercegi család possenhofeni kastélyában.
1859. február 3-án feleségül ment II. Ferenchez, Nápoly és Szicília trónörököséhez. Alig egy évvel később apósának, II. Ferdinánd királynak halála után férje örökölte a trónt, ő maga királynéja lett annak az országnak, amely rövid időn belül megszűnt, Garibaldi országegyesítő csapatainak győzelmei nyomán.
1860 szeptemberében Garibaldi felkelői a főváros, Nápoly felé közeledtek. II. Ferenc úgy döntött, hogy családjával együtt elhagyja a várost. Kezdetben arra gondolt, hogy katonai ellenintézkedéseket tesz Capuában. Októberben a volturnusi csata után azonban ez a város is Garibaldi csapatainak kezére került. Az uralkodó a Nápolytól 80 kilométerre fekvő Gaeta erődjébe menekült, Mária királynéval együtt.
A gaetai csata során (1860. november 5. – 1861. február 13.) II. Viktor Emánuel csapatai legyőzték a erőd védőit. Mária Zsófia a védelmi harcok alatt kapta a „harcos királyné” elnevezést, amely élete végéig rajta maradt. Fáradhatatlanul toborozta a védőket, saját élelmét adta nekik, ápolta a sérülteket.
A gaetai csatavesztés a Nápolyi és Szicíliai Királyság elbukását jelentette. Máriát és férjét Rómába száműzték. Amikor az olasz királyi csapatok Rómát is elfoglalták (1870), a volt királyi pár Párizsba költözött tovább.
1870-ben Mária Zsófia megvásárolta bátyjától, Lajos bajor hercegtől a Starnbergi-tónál fekvő Garatshausen kastélyt, ettől kezdve gyakran itt laktak. A teleket a dél-tiroli Arcóban töltötték. Ferenc király itt hunyt el 1894. december 27-én. Mária királyné rövid ideig Münchenben tartózkodott, majd Párizsba költözött. Úgy beszélték, hogy 1900-ban része volt a Humbert (I. Umberto) olasz király ellen elkövetett merényletben, attól a reménytől hajtva, hogy megingathatják az 1861-ben kikiáltott Olasz Királyságot.
Az elűzött Mária királyné az első világháborúban Németország és az Osztrák–Magyar Monarchia oldalára állt az Olasz Királyság ellen vívott harcában. Újra pletykák keltek szárnyra, hogy szabotál és kémkedik Olaszország ellen, abban a reményben, hogy Olaszország veresége megosztaná a népet és ő visszakerülhetne a Nápoly–Szicíliai Királyság trónjára.
Három évtizeddel élte túl férjét, 1925-ben hunyt el Münchenben. Koporsóját Rómába szállították, ugyanekkor férjének földi maradványait Arcóból hozták át ugyanide. Mindkettőjüket a Via Giulián álló Nápolyi Szent Lélek-templomban (Chiesa dello Spirito Santo dei Napoletani) temették el. II. Ferenc király halálának 90. évfordulóján, 1984-ben mindkettőjük földi maradványait visszahozták Nápolyba, és a Bourbon királyok temetkezőhelyén, a Santa Chiara bazilika kriptájában helyezték örök nyugovóra.

## Családi élete

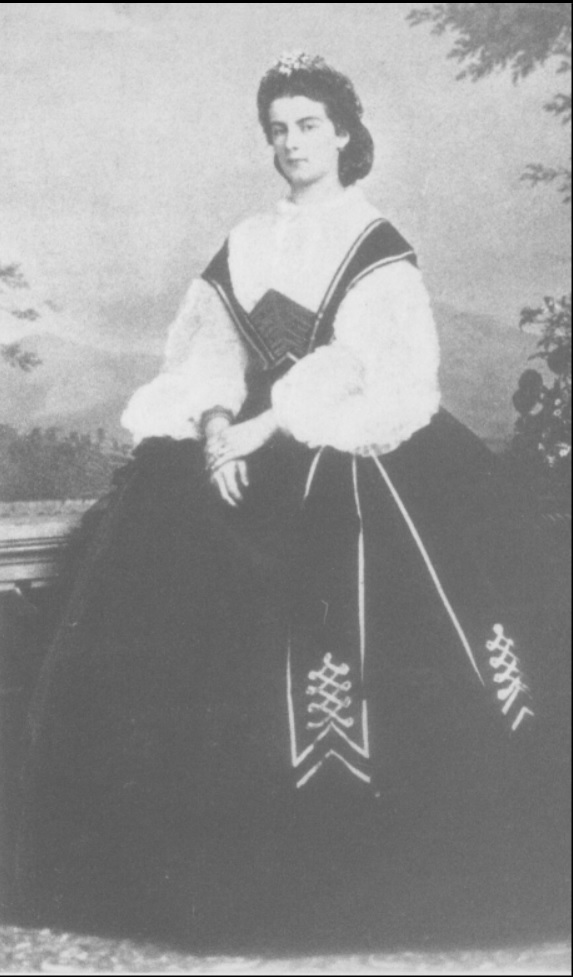
Mária Zsófia bajor hercegnő

1859. február 3-án ment feleségül, az akkori nápolyi-szicília trón örököséhez, a későbbi II. Ferenc királyhoz. A ifjú férj az esküvő után tartott ünnepi étkezések után súlyos gyomorrontást kapott, nászéjszakáján teljesen hasznavehetetlenné vált. A házasságot nem hálták el, Mária Zsófia az éjszakát imádkozással töltötte, és kedvenc kanáriával, Hansival szórakoztatta magát.
Családi életét családi tragédiák sora árnyékolta be. 1862-ben, amikor még II. Ferenc felesége volt, lánya született egy francia nemzetiségű pápai zuávtól, Emmanuel de Lawayss-tól. Botránytól tartva elvették a gyermeket Mária Zsófiától. A leány, (Daisy) megérte a felnőttkort, de édesanyja csak kivételes, ritka alkalmakkor láthatta őt, és ezek a rövid találkozások is csak a család szigorú felügyelete alatt történhettek. A házaspár kapcsolata csak később rendeződött, miután Ferenc orvosi beavatkozásnak is alávetette magát, és 1869. december 24-én, több mint 10 év házasság után Mária Zsófia egy kislányt szült férjnek, egyetlen közös gyermeküket, Krisztina hercegnőt, aki azonban 1870. március 28-án, alig több mint 3 hónapos korában meghalt.

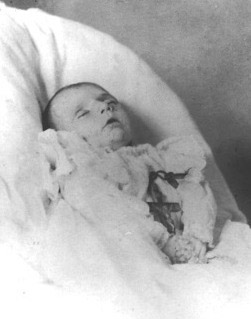
Mária Krisztina Pia hercegnő a ravatalon

A családi tragédiák folytatódtak 1897-ben, amikor húga, Zsófia Sarolta hercegnő életét veszítette, miközben embereket mentett ki egy égő épületből. A következő évben, 1898-ban nővérét, Erzsébet császárnét és királynét Genfben egy anarchista, Luigi Lucheni leszúrta.
Gabriele D’Annunzio olasz író „karmos kis bajor sasnak” nevezte őt, Marcel Proust francia író pedig a „Gaetai falak harcos királynéjaként” írt róla.